# Джон Фредерік Бейлі
Джон Фредерік Бейлі (5 серпня 1866 — 19 травня 1938) — ботанік та садівник, працював у Австралії наприкінці 19 та початку 20 століття.
Джон Фредерік Бейлі став директором ботанічних садів у Брисбені в 1905 році. Він став наступником свого батька, Фредеріка Менсона Бейлі як державний ботанік Квінсленда протягом 18 місяців у 1915—1916 роках. З 1917 до 1932 року він був директором Ботанічного саду Аделаїди.
З 1893 до 1905 року секретар Королівського товариства Квінсленда, Президент цього товариства з 1909 року. Член англ. Horticultural Society.

## Публікації
- 1896: Report on the timber trees of Herberton District, North Quensland.
- 1906: A Selection of Flowering Climbers.
- 1910: Introduction of economic plants into Queensland.